# Charles Montagu-Scott
Charles William Henry Montagu-Scott KT (ur. 24 maja 1772 w Londynie, zm. 20 kwietnia 1819 w Lizbonie) – drugi syn (najstarszy, który przeżył dzieciństwo) Henry’ego Scotta, 3. księcia Buccleuch, oraz lady Elizabeth Montagu, córki 1. księcia Montagu.
Wykształcenie odebrał w Eton College i Christ Church w Oksfordzie. W latach 1793–1810 był członkiem Izby Gmin jako reprezentant okręgów Marlborough (1793-1796), Ludgershall (1796-1804), Mitchell (1805-1806) i ponownie Marlborough (1807-1810). W latach 1800–1802 Wielkim Mistrzem Wielkiej Loży Szkocji.
Po śmierci ojca w 1812 r. odziedziczył tytuły 4. księcia Buccleuch i 6. księcia Queensberry i zasiadł w Izbie Lordów. 22 maja tegoż roku otrzymał Order Ostu. Również od 1812 r. był kapitanem Królewskiej Kompanii Łuczników.
24 marca 1795 r. w Grosvenor Square w Londynie, Charles poślubił Harriet Katherine Townshend (29 listopada 1773 – 24 sierpnia 1814), córkę Thomasa Townshenda, 1. wicehrabiego Sydney, i Elisbaeth Powys. Charles i Harriet mieli razem trzech synów i cztery córki:
- George Henry Scott (2 stycznia 1798 – 11 marca 1808), baron Scott of Whitchester
- Charlotte Albina Montagu-Douglas-Scott (16 lipca 1799 – 29 lutego 1828), żona Jamesa Thomasa Stopforda, 4. hrabiego Courtown
- Isabella Mary Montagu-Douglas-Scott (24 października 1800 – 9 października 1829), żona Peregrine’a Francisa Custa
- Walter Francis Montagu-Douglas-Scott (25 listopada 1806 – 16 kwietnia 1884), 5. książę Buccleuch i 7. książę Queensberry
- John Douglas Montagu-Douglas-Scott (13 lipca 1809 – 3 stycznia 1860), ożenił się z Alicią Anne Spottiswoode, nie miał dzieci
- Margaret Harriet Montagu-Douglas-Scott (12 czerwca 1811 – 5 czerwca 1846), żona Charlesa Marshama, 3. hrabiego Romney
- Harriet Montagu-Douglas-Scott (13 sierpnia 1814 – 16 lutego 1870), żona Edwarda Moore’a

Książę Buccleuch zmarł w Portugalii i został pochowany w Warkton.